# Pastuchovice
Pastuchovice település Csehországban, a Észak-plzeňi járásban. Pastuchovice Blatno, Jesenice, Žihle és Velečín településekkel határos. Lakosainak száma 68 fő (2024. január 1.).

## Népesség
A település lakosságának változását az alábbi diagram mutatja:
| Lakosok száma | 297  | 317  | 356  | 205  | 150  | 74   | 76   | 77   | 68   | 68   |
|               | 1869 | 1900 | 1921 | 1961 | 1980 | 2011 | 2016 | 2019 | 2021 | 2024 |